# Municipalité de Coatzacoalcos (Veracruz)
La municipalité de Coatzacoalcos est l'une des 212 municipalités de l'État de Veracruz, et est située à l'extrémité sud-est de cet État, sur le golfe du Mexique. Son chef-lieu est la ville industrielle et portuaire éponyme de Coatzacoalcos. Cette municipalité s'étend de part et d'autre de l'embouchure du fleuve Coatzacoalcos, porte d'entrée nord de l'isthme de Tehuantepec. Elle est proche de la limite avec l'État de Tabasco à l'est. Elle fait également partie de la Région Olmeca, qui est l'une des subdivisions administratives de l'État de Veracruz.

## Géographie
La municipalité de Coatzacoalcos s'étend d'est en ouest le long du golfe du Mexique, sur une superficie de 309,2 km2 et compte en 2020 une population totale de 310 698 habitants, pour une densité de 1004,8 habitants par km2. Son chef-lieu est la ville de Coatzacoalcos. Elle est limitrophe à l'ouest des municipalités de Pajapan et de Cosoleacaque, au sud des municipalités de Nanchital de Lázaro Cárdenas del Río, de Ixhuatlán del Sureste et de Moloacán, à l'est de la municipalité de Agua Dulce.
Elle est établie au sein d'une vaste plaine côtière, drainée par le río Coatzacoalcos et ses affluents, et délimitée bien plus au sud par les massifs montagneux de la sierra Madre de Oaxaca et de la sierra Madre de Chiapas. Le fleuve Coatzacoalcos qui la traverse selon un axe nord-sud constitue la porte d'entrée nord de l'isthme de Tehuantepec ; son embouchure accueille d'importantes infrastructures portuaires et industrielles.

## Composition et démographie
La municipalité est composée de 69 localités, dont 7 sont considérées comme urbaines et 62 comme rurales.
| Localité                      | Population |
| ----------------------------- | ---------- |
| Coatzacoalcos                 | 212 540    |
| Fraccionamiento Ciudad Olmeca | 24 085     |
| Allende                       | 23 351     |
| Villa San Martín              | 15 659     |
| Puerto Esmeralda              | 9 585      |
| Reste des localités           | 25 478     |
| Total population              | 310 698    |

En plus de l'espagnol, plusieurs langues amérindiennes sont parlées dans la municipalité, dont les principales sont par ordre d'importance : le zapotèque, le nahuatl, la langue mixe, le popoluca et le mixtèque.

## Histoire
La municipalité est créée par décret en 1881.

## Économie

### Agriculture et élevage
La superficie des parcelles semées représentait en 2019 un total de 1606 hectares, parmi lesquels 813 hectares voués aux cocotiers, pour la récolte du coprah, 716 hectares voués à la culture du maïs et 54 à celle du haricot.
En 2020, la production de viande par tonnes comprenait 1867,6 tonnes de viande bovine, 513,3 tonnes de viande porcine, 73,1 tonnes de viande ovine, 33,9 tonnes de volailles et 33,7 tonnes de dindes. La superficie vouée à l'élevage représentait alors 6856 hectare.

### Pétrochimie
La municipalité comprend plusieurs complexes pétrochimiques, dont le terminal pétrolier de Pajaritos, en fonction depuis 1967, et établi dans la lagune de même nom et communiquant avec le río Coatzacoalcos à l'ouest, un deuxième complexe, celui de Morelos, immédiatement au nord-est, et celui de Cangrejera, immédiatement au sud-est, près de la localité de Mundo Nuevo.

### Infrastructures portuaires
En plus du terminal pétrolier de Pajaritos, la municipalité comprend un port franc possédant un tirant d'eau de 11,9 mètres, permettant d'accueillir des navires d'une longueur maximale de 247 mètres, pour une capacité maximale de 115577 tonnes, ainsi que l'un des quatre chantiers navals d'État, géré par la compagnie Astilleros de la Secretaría de Marina (es). Selon la classification de la "direction générale des constructions navales", il est dénommé ASTIMAR 3.